# Triodia scariosa
Triodia scariosa là một loài thực vật có hoa trong họ Hòa thảo. Loài này được N.T.Burb. miêu tả khoa học đầu tiên năm 1953.